# Loxosceles turanensis
Espèce
Loxosceles turanensis est une espèce d'araignées aranéomorphes de la famille des Sicariidae.

## Distribution
Cette espèce se rencontre au Turkménistan dans la province de Balkan et en Iran au Khorassan-e Razavi.

## Description
Le mâle holotype mesure 5,87 mm et la femelle paratype 9,13 mm.

## Étymologie
Son nom d'espèce, composé de turan et du suffixe latin -ensis, « qui vit dans, qui habite », lui a été donné en référence au lieu de sa découverte, le Touran.

## Publication originale
- Zamani, Mirshamsi & Marusik, 2021 : « 'Burning violin': the medically important spider genus Loxosceles (Araneae: Sicariidae) in Iran, Turkmenistan, and Afghanistan, with two new species. » Journal of Medical Entomology, sér. , vol. 58, no 2, p. 666-675.